# Rio São Mateus (vattendrag i Brasilien, Santa Catarina)
Rio São Mateus är ett vattendrag i Brasilien.   Det ligger i delstaten Santa Catarina, i den södra delen av landet, 1 400 km söder om huvudstaden Brasília.
I omgivningarna runt Rio São Mateus växer huvudsakligen savannskog. Runt Rio São Mateus är det glesbefolkat, med 9 invånare per kvadratkilometer.